# Anish Giri
Anish Giri (San Petersburgo, 28 de junio de 1994) es un ajedrecista neerlandés. Logró obtener el título de Gran Maestro en 2009 a la edad de catorce años, tetracampeón de los Países Bajos y en numerosas ocasiones miembro del Top-10 mundial. 
Su máximo Elo fue de 2798 puntos, en la lista de febrero de 2015 (posición 5.ª en el ranking mundial).
Tras convertirse en Gran Maestro en 2009 con 14 años y 7 meses sus éxitos juveniles pronto se transformarían en éxitos a mayor escala lo que hizo que el joven Anish ingresara en el selecto grupo de la superélite en 2011 cuando participó en el famoso torneo de Wijk an Zee obteniendo además un aceptable 6,5/13.
En 2012, venció en el Torneo de Reggia Emilia por encima de jugadores como Hikaru Nakamura o Fabiano Caruana.
Posteriormente, al tener la nacionalidad neerlandesa fue embajador del torneo de Wijk an Zee en 2014, cuando obtuvo el segundo puesto por primera vez en su carrera. 
Ese mismo año obtuvo el segundo puesto en el Torneo Qatar Masters y continuó en la dinámica ganadora cuando ganó el London Classic Chess en febrero de 2015 en un triple empate con Magnus Carlsen y Maxime Vachier-Lagrave, alcanzando su pico de Elo. 
Gracias a esto, clasificó por primera vez al Torneo de Candidatos en 2016 vía Elo cuando obtuvo un decepcionante 7/14, empatando todas las partidas.  Debido a esto, se convirtió en un jugador con una fama de tablífero y aburrido.
Tras un 2017 muy irregular, obtuvo dos segundos puestos en los Tata Steel Masters de 2018 y 2019, torneo heredero de Wijk an Zee solo por debajo del campeón del mundo Magnus Carlsen, cayendo en el primero de estos en el desempate. Y más adelante otro segundo puesto en 2021 cuando perdió su desempate ante su compatriota Jorden Van Foreest. 
Su rendimiento y Elo le hizo volver a disputar el Torneo de Candidatos 2020/21 donde alcanzó el tercer puesto gracias a una gran segunda vuelta, pero no pudo impedir que Yan Nepómniashchi fuera el retador al título mundial.

## Biografía y resultados en competición
Giri es hijo de padre nepalí (Sanjay Giri), y de madre rusa (Olga Giri), y nació en San Petersburgo, Rusia. En 2002, se fue a vivir a Japón con sus padres. Mientras residía allí, volvía regularmente a visitar San Petersburgo. Desde febrero de 2008, Giri y su familia viven en los Países Bajos, en la ciudad de Rijswijk. Tiene dos hermanas, Natasha y Ayusha. El 18 de julio de 2015 se casó con la Gran Maestro Femenino georgiana, Sopiko Guramishvili.
En diciembre de 2014 fue subcampeón del primer Qatar Masters Open con una puntuación de 7 de 9 (el campeón fue Yu Yangyi). En enero de 2015 fue segundo en el 77.º Torneo Tata Steel con 8½ de 13 puntos, los mismos que Maxime Vachier-Lagrave, Wesley So y Ding Liren, y a medio punto del vencedor y campeón del mundo, Magnus Carlsen. En julio de ese mismo año revalidó nuevamente su posición como campeón de los Países Bajos, con 5½ de 7 puntos, uno más que el segundo clasificado, Loek Van Wely. Meses después, en diciembre, fue tercero en el London Chess Classic, que lideró junto con Magnus Carlsen y Maxime Vachier-Lagrave con 5½ de 9 y perdió la primera ronda de la eliminatoria de desempate contra Vachier-Lagrave por 1 a 2 (el campeón fue Magnus Carlsen). Por otra parte, Giri ha participado representando a los Países Bajos en tres Olimpiadas de ajedrez entre los años 2010 y 2014, obteniendo un total de 20 puntos de 29 partidas, un 69,0%. Ha conseguido dos medallas de plata, una en la edición de 2010 en el cuarto tablero y otra en la edición de 2014 en el primer tablero.